# Aleksiej Jermołajew (szermierz)
Aleksiej Władimirowicz Jermołajew (ros. Алексей Владимирович Ермолаев, ur. 6 stycznia 1975 w Moskwie) – rosyjski szablista, złoty medalista mistrzostw świata.
W 1994 roku zdobył indywidualnie brązowy medal na mistrzostwach świata juniorów w Meksyku.
Podczas mistrzostw świata w Atenach w 1994 roku Rosjanie w składzie: Stanisław Pozdniakow, Aleksiej Jermołajew, Grigorij Kirijenko i Aleksandr Szyrszow zdobyli złoty medal w zawodach drużynowych. Był to jedyny medal Jermołajewa wywalczony w zawodach tego cyklu. W turnieju indywidualnym zajął tam trzynaste miejsce
Nigdy nie wziął udziału w igrzyskach olimpijskich.
Ponadto zdobył brązowy medal indywidualnie na mistrzostwach Europy w Keszthely w 1995 roku. Wyprzedzili go jedynie Włoch Raffaello Caserta i Francuz Jean-Philippe Daurelle.